# Microcoelus
Microcoelus („malé tělo“, vztahuje se k podobě dochovaného obratle) byl vědecky pochybný rod velkého sauropodního dinosaura z kladu Titanosauria, žijícího v období svrchní křídy (geologický věk santon, zhruba před 85 miliony let) na území dnešní Argentiny (provincie Neuquén, lokalita Sierra Roca). Jedinou dochovanou fosilií ze souvrství Bajo de la Carpa je izolovaný fragment hrudního obratle (kat. ozn. MLP Ly 23), který byl formálně popsán britským paleontologem Richardem Lydekkerem v roce 1893.

## Pochybnosti o validitě druhu
Vzhledem k nekompletnosti fosilního materiálu jsou původ a vědecká platnost druhu M. patagonicus pochybné. Dříve byla do tohoto taxonu zahrnována také levá pažní kost sauropoda ze stejných vrstev, ta je však nyní řazena do rodu Neuquensaurus. Je dokonce možné, že i holotyp M. patagonicus patří ve skutečnosti do druhu Neuquensaurus australis. Původce obratle pravděpodobně spadal do kladu (podčeledi) Saltasaurinae.